# 川西駐屯地
川西駐屯地（かわにしちゅうとんち、JGSDF Camp Kawanishi）は、兵庫県川西市久代4-1-50に所在し、自衛隊阪神病院等が駐屯する陸上自衛隊の駐屯地である。

## 概要
駐屯地司令は、自衛隊阪神病院長が兼務。最寄の演習場は、長尾山演習場。
駐屯地北側には久代訓練場という名称の野外訓練場と屋内射撃場・通信施設（久代送信所）・千僧自動車教習所練習コースがある。
至近距離に伊丹駐屯地、千僧駐屯地がある。

## 沿革
- 1966年（昭和41年）2月21日：川西駐屯地が開設[1]。広島県福山駐屯地から陸上自衛隊福山地区病院が移駐し、陸上自衛隊阪神地区病院に称号変更[1][2][3]。
- 1988年（昭和63年）4月8日：陸上自衛隊阪神地区病院が自衛隊阪神病院に改称[3][4]。
- 2005年（平成17年）：豊中分屯地近郊の送信所が移転。
- 2002年（平成14年）3月27日：中部方面指揮所訓練支援隊が編成完結。
- 2011年（平成23年）4月1日：自衛隊阪神病院が保険医療機関となり一般開放。

## 駐屯部隊・機関

### 共同の機関
- 自衛隊阪神病院（陸上幕僚長を通じて指揮監督を受ける。）

### 中部方面隊隷下部隊
- 中部方面指揮所訓練支援隊

## 最寄の幹線交通
- 高速道路：中国自動車道宝塚IC/BS
- 一般道：国道171号、国道176号、 尼崎池田線
- 鉄道：JR西日本福知山線北伊丹駅、阪急電鉄阪急宝塚本線山本駅
- 港湾：神戸港、大阪港（共に指定特定重要港湾）、尼崎西宮芦屋港（重要港湾）
- 飛行場：大阪国際空港（第一種空港）、神戸空港（第三種空港）、舞洲ヘリポート、神戸ヘリポート